# Contea di Bay (Florida)
La contea di Bay, in inglese Bay County, è una contea dello Stato della Florida, negli Stati Uniti. Il suo capoluogo amministrativo è Panama City. È un importante luogo di destinazione per la spring break (pausa primaverile) degli studenti dei college, specialmente tra i college del sud-est.

## Geografia fisica
La contea di Bay si trova nel nord-ovest dello Stato e si affaccia a sud sul Golfo del Messico. Si tratta dell'unica contea che compone l'Area Statistica Metropolitana di Panama City-Lynn Haven.

### Contee confinanti
- Contea di Washington - nord
- Contea di Jackson - nord-est
- Contea di Calhoun - est
- Contea di Gulf - sud-est
- Contea di Walton - ovest

## Storia
La contea di Bay fu creata nel 1913 da parte delle contee di Washington e Calhoun. Fu chiamata così per la vicina Saint Andrews Bay e per la grande quantità di baie presenti sulla linea di costa.

## Centri abitati[3]
- Callaway - city
- Cedar Grove - cdp
- Laguna Beach - cdp
- Lower Grand Lagoon - cdp
- Lynn Haven - city
- Mexico Beach - city
- Panama City - city
- Panama City Beach - city
- Parker - city
- Pretty Bayou - cdp
- Springfield - city
- Tyndall AFB - cdp
- Upper Grand Lagoon - cdp

## Musei
- Junior Museum of Bay County, su jrmuseum.org.

## Politica
| Anno | Repubblicani | Democratici | Altri |
| ---- | ------------ | ----------- | ----- |
| 1988 | 72,5%        | 26,5%       | 1%    |
| 1992 | 50%          | 28,1%       | 21,9% |
| 1996 | 54,9%        | 33%         | 12,1% |
| 2000 | 65,7%        | 32,1%       | 2,2%  |
| 2004 | 71,2%        | 28,1%       | 0,7%  |